# Арийские нации
«Ари́йские нации» (англ. Aryan Nations) — американская неонацистская антисемитская террористическая организация сторонников превосходства «белой расы».
В 2001 году Федеральное бюро расследований классифицировало арийские нации как «террористическую угрозу». В обзоре террористических организаций RAND назвала их «первой действительно общенациональной террористической сетью» в США.

## История
Идеология «Арийских наций» основана на учении Уэсли А. Свифта, ведущей фигуры раннего «идентичного христианства». Свифт объединил британский израилизм, крайний антисемитизм и политическую воинственность. В середине 1940-х годов он основал собственную церковь в Калифорнии. В 1950-х и 1960-х годах Свифт вёл ежедневную радиопередачу в Калифорнии. В 1957 году название его организации было изменено на «Церковь Иисуса Христа-Христианина», которое используется церквями «Арийских наций».
С конца 1970-х годов до 2001 года штаб-квартира «Арийских наций» располагалась на территории площадью 20 акров (8,1 га) в 1,8 милях (3 км) к северу от Хейдена, штат Айдахо. Группа проводила ежегодный «Всемирный конгресс арийских наций» в Хейден-Лейк для членов «Арийских наций» и близких групп.
До 1998 года «Арийскими нациями» руководил Ричард Батлер. К этому времени ему было за 80 лет, и у него было слабое здоровье. На ежегодном Всемирном конгрессе арийских наций в 2001 году преемником Батлера был назначен Нойман Бриттон. В августе 2001 года, после смерти Бриттона, Батлер назначил своим преемником Гарольда Рэя Редфирна из Огайо; он агитировал за контроль над организацией с середины 1990-х годов. Редфирн привёл Дейва Холла, информатора ФБР, который раскрыл незаконную деятельность группы. После того, как это стало известно, Редфирн лишился доверия некоторых членов группы. Редфирн и растлитель малолетних Август Крайс III, «министр пропаганды» «Арийских наций», сформировали отколовшуюся группу, и Батлер изгнал их из «Арийских наций».
Несколько месяцев спустя Редфирн вернулся, чтобы заключить союз с Батлером. «Всемирный конгресс» Батлера в 2002 году собрал менее 100 человек, и когда он баллотировался на пост мэра, он проиграл, набрав всего 50 голосов против более чем 2100[уточнить] голосов. Редфирн умер в октябре 2003 года, Батлер умер от сердечной недостаточности в сентябре 2004 года.
В сентябре 2000 года «Южный центр правовой защиты бедноты» (SPLC) выиграл судебный процесс против «Арийских наций» на сумму 6,3 миллиона долларов от присяжных Айдахо, которые назначили штрафные санкции и компенсацию в пользу истцов Виктории Кинан и её сына Джейсона. В июле 1998 года двое коренных американцев, женщина и её сын, подверглись избиению винтовками со стороны охранников «Арийских наций» в Кер-д’Ален, штат Айдахо. Женщина и её сын ехали рядом с территорией «Арийских наций», когда их машина произвела дожигание, что, по утверждениям охранников, было ошибочно истолковано как стрельба. Охранники произвели несколько выстрелов по машине. Машина потерпела аварию, и один из охранников держал Кинанов под прицелом, избивая их. SPLC подал иск от имени Кинанов. Присяжные установили, что Батлер и «Арийские нации» проявили грубую небрежность при выборе и надзоре за охраной.
Компенсация на сумму 6,3 миллиона долларов заставила Батлера спустя месяц объявить о банкротстве. В рамках процедуры банкротства имущество группы было выставлено на аукцион. SPLC одолжила Кинанам 95 тысяч долларов для участия в торгах по продаже участка площадью 20 акров. В феврале 2001 года комплекс Хейден-Лейк и интеллектуальная собственность группы, включая названия «Арийские нации» и «Христианская церковь Иисуса Христа», были переданы Кинанам. Уроженец Айдахо и миллионер-филантроп Грег Карр приобрёл имущество у Кинанов и пожертвовал его Фонду колледжа Северного Айдахо. Территория была преобразована в парк, посвящённый миру.
Местные пожарные части сожгли некоторые из бывших церковных зданий во время противопожарных учений.
Эдгар Стил, поверенный, представлявший Батлера, позже был осуждён за то, что нанял разнорабочего для убийства собственной жены. В 2014 году Стил умер во время отбывания 50-летнего тюремного срока.
Существуют три основные фракции «Арийских наций». Одну возглавлял Чарльз Джон Джуба, затем Август Крайс III. В 2012 году Крайс назначил своим преемником Дрю Боствика. Крайс открыл новую штаб-квартиру в Лексингтоне, штат Южная Каролина, а позже перенёс её в окрестности Юнион-Сити, штат Теннесси. В 2005 году Крайс привлек внимание средств массовой информации своим стремлением к альянсу «Арийских наций» и «Аль-Каиды».
В 2009 году организация «Возрождение арийских наций», которая тогда базировалась в Техасе, объединилась с организацией «Арийские нации» Пастора Джеральда О’Брайена, базировавшейся в Кёр-д’Ален, штат Айдахо. Обе группы являются радикальными приверженцами христианской идентичности.

## Связи
В 1983 году Роберт Джей Мэтьюс, который много раз посещал «Арийские нации», сформировал «The Order» вместе с членами «Арийских наций» Дэном Бауэром, Рэнди Дьюи, Денвером Парментером и Брюсом Пирсом. Цели «The Order» заключались в свержении «сионистского оккупационного правительства» и установлении Северо-западного территориального императива посредством организованного плана внутреннего терроризма, включая убийства, поджоги, вооружённые ограбления, кражи, фальшивомонетничество и вымогательство в период с 1983 по 1984 год. Дэннис Макгиффен, который также был связан с арийскими нациями, сформировал группу под названием «Новый порядок», вдохновленную группой Мэтьюса. Участники были арестованы до того, как смогли осуществить свои насильственные планы.
Буфорд О. Фарроу-младший, который был осужден за стрельбу в Еврейском общинном центре Лос-Анджелеса и за убийство американского почтового работника филиппинского происхождения Джозефа Илето, ранее некоторое время работал охранником в комплексе «Арийских наций».